# 弗拉基米爾·阿特拉索夫
弗拉基米爾·瓦西里耶維奇·阿特拉索夫（俄语：Влади́мир Васи́льевич Атла́сов，1664年—1711年2月1日），俄罗斯帝国探险家。
他是一名西伯利亚哥萨克，出生在今天沃洛格达州的大乌斯秋格。
1682年，他在阿尔丹河流域征收牙萨克，这是他第一次在史料中出现。1695年，他被雅库茨克总督任命为远东据点阿纳德尔斯克的领主。此后，他开始沿着堪察加河探险，并向堪察加半岛南部的土著人征收牙萨克。他是第一个系统性探索堪察加半岛的俄罗斯人，同时，他还探查了千岛群岛。1701年左右，他在堪察加半岛发现了日本漂流民传兵卫，将其带到了圣彼得堡。
堪察加半岛中部的阿特拉索夫火山以他的名字命名。千岛群岛有一个岛屿名叫阿特拉索夫岛（日方称阿赖度岛）。